# Himmel (Berg)
Der Himmel ist ein 1145 m ü. A. hoher, oben abgerundeter Berg (wohl ein Himmel-Flurname ‚gewölbte Flur, Kuppe‘) bei Thörl (Kurort Aflenz) in der Steiermark. Er ist ein Doppelgipfel und stark bewaldet, was bei Bergen in der Grauwackenzone selten vorkommt.

## Geologie
Geologisch stellt der Berg einen Überrest alter, metamorpher Gesteine aus dem Paläozoikum dar, die als dunkle Schiefer („Grauwackenschiefer“) einen hier nur etwa 2 km breiten Übergangsbereich zwischen dem Kalkmassiv des Hochschwabs und dem eigentlichen Kern der Zentralalpen bilden. Letztere wurden wegen einer speziellen Art ihrer Entstehung im System der Ostalpen von Kristallin-Geologen als „Mittelostalpin“ bezeichnet.
Nach Osten nehmen die Gipfelhöhen des Mittelostalpin kontinuierlich ab, bis sie jenseits des 50 km entfernten Semmering-Passes (985 m) unter dem jungen Sediment des Wiener Beckens abtauchen. Ein solcher Zentralalpengipfel ist der 2,3 km südlich des Himmels befindliche Floning (1584 m), der aus jung-paläozischem Paragneis aufgebaut ist und wesentlich ausgeprägtere Formen hat.
Durch das ziemlich steile Tal zwischen den beiden Gipfeln fließt der Strohsitzbach nach Osten, bis er in 600 m Höhe in den Thörlbach mündet, der seinerseits nach 20 km über die Mürz die Mur erreicht. Der enge Talschluss des Strohsitzbachs heißt Finstertal. Den Namen Strohsitz trägt sowohl dieses Quellgebiet als auch der Südhang des Himmels.
An dessen Ostflanke befindet sich eine Almwiese, die von einigen Wanderwegen gequert wird, und im Nordosten ragt ein Sporn vor, der von den Einheimischen Himmelspitz getauft wurde. Einige Quellen dienen der lokalen Wasserversorgung.
Im Standardwerk über die Geologie der Alpen (siehe Literatur) wird die beschriebene Region dem mit örtlichen Schuppen durchmischten, etwa 20 km langen „Thörler Zug“ zugeordnet. Die darin integrierte Bergkette wird als „Troiseck-Floning-Zug“ bezeichnet.

Im Bereich Aflenz-Thörl ist die Grauwackenzone außerdem mit mesozoischem Flysch und Jurakalk verquickt.